# Наґара (крейсер)
Наґара (Nagara, яп. 長良) — легкий крейсер Імперського флоту Японії, який взяв участь у Другій світовій війні.
Корабель, який належав до крейсерів типу «Наґара», спорудили у 1922 році на верфі ВМФ у Сасебо.
13 серпня 1937-го на тлі початку Другої японо-китайської війни почались бої у Шанхаї. Відомо, що 14 серпня Нагара, який на той момент належав до 8-ї дивізії крейсерів, вів тут вогонь по китайських позиціях. Корабель і надалі брав участь у бойових діях цього конфлікту. Так, 10 травня 1938-го вже як флагман 5-ї ескадри ескадрених міноносців Нагара узяв участь операції проти порту Амой (Сямень), розташованого біля південного входу до Тайванської протоки. Всього тут задіяли загін із 1 важкого крейсера, 4 легких крейсерів та 10 есмінців, проведені яким бомбардування допомогли десанту морських піхотинців оволодіти Амоєм за дві доби.
Станом на осінь 1941-го Нагара належав до 16-ї дивізії крейсерів. 1 грудня він прибув з Японії до Палау (важлива база на заході Каролінських островів), а 6 грудня разом з 6 есмінцями вийшов з Палау для прикриття транспортного загону, що мав висадити допоміжний десант на Філіппінах — один з цілого ряду, які мали передувати вторгненню головних сил до затоки Лінгаєн на заході острова Лусон. Кораблі пройшли до південно-східного завершення Лусону та 12 грудня безперешкодно десантували війська у Легаспі (можливо відзначити, що на момент висадки охорона загону суттєво збільшилась за рахунок сил, які до того прикривали рейд авіаносця «Рюдзьо» на Давао та постановку мінних загороджень на виході із внутрішніх морів Філіппін).
13—15 грудня 1941-го Нагара перейшов з Легаспі до порту Конія на острові Амаміошима (північна група островів Рюкю), з якого 17 числа вийшов ще один транспортний загін, котрий 24 грудня без особливого спротиву провів висадку в затоці Ламон-Бей на східному узбережжі Лусону (окрім Нагара, цю операцію прикривали ще 6 есмінців з-поміж тих, що раніше діяли в Легаспі).
30 грудня 1941 — 2 січня 1942 Нагара здійснив перехід з Ламон-Бей до порту Давао на південному узбережжі острова Лусон (японський десант висадився тут ще 20 грудня).
9 січня 1942-го Нагара, ще один легкий крейсер «Дзінцу» та 8 есмінців вирушили з Давао на південь для прикриття десантної операції у районі Менадо на північно-східному півострові острова Целебес (Сулавесі), висадкова частина якої відбулась в ніч на 11 січня.
21 січня 1942-го Нагара та 8 есмінців задіяли для прикриття сил висадки в Кендарі на південно-східному півострові Целебесу, десантування у якому провели в перші години 24 січня. Вранці 25 січня у цей район прибула ще одна дивізія ескадрених міноносців, один з яких — «Хацухару» — зіткнувся з Нагара та зазнав важких пошкоджень. Крейсер теж покинув Кендарі та прибув до Давао, де провели певні ремонтні роботи. Втім, пошкодження виявились не надто важкими і вже 1 лютого Нагара вийшов у південному напрямку та 4 лютого прибув до затоки Старінг-Бей (поблизу Кендарі).
6 лютого 1942-го Нагара та 11 есмінців вийшли зі Старінг-Бей для супроводу транспортів з десантом для оволодіння Макассаром на південно-західному півострові Целебесу. Незадовго до опівночі підводний човен USS Sculpin випустив дві торпеди по Нагара, при цьому одна вибухнула передчасно, а друга не влучила в ціль (можливо відзначити, що за пару діб до того Sculpin біля тієї ж Старінг-Бей торпедував та важко пошкодив есмінець «Судзукадзе»). Висадка в Макассарі успішно відбулась в ніч на 9 лютого.
17 лютого 1942-го з Макассару вийшов конвой транспортів з метою висадити десант на острові Балі. Його безпосередню охорону забезпечували 4 есмінці, тоді як Нагара та ще 3 есмінці сформували загін дистанційного прикриття. У ніч проти 19 лютого відбулась вдала висадка на південному сході острова і того ж дня японські кораблі попрямували на північ, щоб вийти із зони дії авіації союзників. У підсумку загін Нагари опинився далеко від транспортного загону та не зміг надати допомоги, коли останній вступив у зіткнення з переважаючими силами союзників, відоме як бій в протоці Бадунг (втім, навіть у таких умовах зазначене зіткнення завершилось для японців вдало). 21 лютого Нагара повернувся у Макассар.
23 лютого 1942-го Нагара вийшов з Макассару, щоб супроводити конвой транспортних суден до Балі. 24 числа британський підводний човен HMS Truant випустив шість торпед по Нагара та досягнув двох влучань, проте обидві торпеди не здетонували. Контратака ескорту також виявилась невдалою, а що стосується конвою, то 25 лютого він успішно прибув на Балі та почав розвантаження. 26 лютого Нагара повернувся у Макассар.
Починаючи з 29 березня 1942-го Нагара разом зі ще 2 легкими крейсерами та 7 есмінцями вирушив з Яви для охорони транспортів з десантом на острів Різдва (три з половиною сотні кілометрів на південь від західної частини Яви). Успішна висадка відбулась 31 березня (хоча наступного дня ворожий підводний човен торпедував та пошкодив легкий крейсер «Нака»). 2 квітня Нагара прибув на Яву, а далі вирушив до Японії та 11 числа вже був у Майдзуру. Під час цього переходу крейсер став флагманським кораблем нової 10-ї ескадри ескадрених міноносців.
Кілька тижнів Нагара проходив у Майдзуру ремонт, під час якого також отримав два додаткові 13-мм зенітні кулемети. На початку травня 1942-го крейсер перейшов до Внутрішнього Японського моря, де разом з есмінцями зайнявся виконанням навчальних завдань.
27 травня 1942-го Нагара вийшов у море в межах мідвейської операції, виконуючи разом із 11 есмінцями завдання по ескортуванню ударного авіаносного з'єднання («Кідо Бутай»). 4 червня крейсер безуспішно атакував глибинними бомбами американський підводний човен, який перед тим промахнувся торпедою по лінкору «Кірісіма». Тієї ж доби «Кідо Бутай» зазнало нищівної поразки у битві при Мідвеї, при цьому адмірал Нагумо менш ніж через годину після ураження його флагманського авіаносця «Акагі» переніс свій штаб на «Нагара». 13 червня крейсер прибув до Куре.
Наступні два місяці Нагара провів у водах Японії, при цьому в першій половині серпня корабель пройшов короткочасний доковий ремонт. Тим часом 7 серпня 1942-го союзники висадились на сході Соломонових островів, що започаткувало шестимісячну битву за Гуадалканал та змусило японське командування спрямовувати у регіон підкріплення. Як наслідок, 16 серпня Нагара та 11 есмінців рушили з Японії як ескорт великого загону надводних кораблів (включав 2 авіаносці, 1 легкий авіаносець, 2 лінкори і 2 важкі крейсери). Первісно планувалось, що з'єднання зайде на Трук (головна база японського ВМФ у Океанії, розташована у центральній частині Каролінських островів), проте японське командування вирішило пришвидшити операцію з проведення конвою з військами на Гуадалканал та 21 серпня наказало йти одразу в напрямку Соломонових островів (при цьому загін дозаправився від двох танкерів, що вийшли з Труку).
Спроба провести конвой зазначений конвой призвела до битви 24 серпня 1942-го біля Східних Соломонових островів, під час якої Нагара разом з 5 есмінцями охороняв загін адмірала Абе (2 лінкори, 3 важкі та 1 легкий крейсер). Рух конвою виявився остаточно перерваним 25 серпня унаслідок ударів літаків з островів Еспіриту-Санто та Гуадалканал, проте загін Нагара ще кілька діб перебував у морі перед тим як прибути 5 вересня на Трук.
9 вересня 1942-го Нагара та 6 есмінців його ескадри вийшли з Труку для супроводу сил адміралів Нагумо та Абе, які налічували 2 авіаносці, 1 легкий авіаносець та 4 важкі крейсери (надалі до охорони цього угруповання приєдналось ще 2 есмінці). Разом з іншим з'єднанням адмірала Кондо із 2 лінкорів та 5 важких крейсерів ці сили повинні були патрулювати північніше від Соломонових островів в межах підтримки операцій на Гуадалканалі. Втім, на цей раз до якогось зіткнення з супротивником не дійшло і 23 вересня японські кораблі повернулись на Трук.
11 жовтня 1942-го з Труку знову вийшло кілька з'єднань японського флоту, які розпочали патрулювання північніше від Соломонових островів в межах підтримки операцій на Гуадалканалі (обстріл аеродрому Гендерсон-Філд, проведення 1-го штурмового конвою до Тассафаронга). Нагара та 7 есмінців охороняли при цьому загін адмірала Абе, який мав 2 лінкори та 3 важкі крейсери. В останній декаді жовтня відбулась битва біля островів Санта-Круз, під час якої все вирішила дуель авіаносців, а надводні сили так і не вступили у бій. 30 жовтня 1942-го кораблі Абе повернулись на Трук.
У першій половині листопада японське командування організувало масштабну операцію задля доставки підкріплень на Гуадалканал (яка в підсумку вилилась у вирішальну битву надводних кораблів біля острова). 9 листопада з Труку вийшов загін адмірала Абе, два лінкори якого напередодні підходу транспортів мали провести артилерійський обстріл аеродрому Гендерсон-Філд (за місяць до того така операція була проведена доволі вдало). Нагара разом з 6 есмінцями становили охорону головних кораблів, при цьому у підсумку до них приєднались ще 5 есмінців, які вийшли з якірної стоянки Шортленд (прикрита групою невеликих островів Шортленд акваторія біля південного завершення острова Бугенвіль, де зазвичай відстоювались бойові кораблі та перевалювались вантажі для подальшої відправки далі на схід Соломонових островів). В ніч на 13 листопада біля Гуадалканалу загін Абе перестріло американське з'єднання із крейсерів та есмінців, яке зазнало значних втрат, проте зірвало обстріл аеродрому. Під час цього бою Нагара отримав влучання 130-мм снарядом з важкого крейсера USS San Francisco, загинуло 6 членів екіпажу.
Абе (якого після бою відсторонили від командування) наказав відійти, при цьому один з його лінкорів — «Хіей» не зміг полишити район Гуадалканалу та був удень добитий авіацією. Надалі Нагара увійшов до складу нової бойової групи, створеної на основі вцілілого лінкора загону Абе, до якого додали 2 важкі крейсери (до складу охорони відносились ще один легкий крейсер та 9 есмінців, з яких лише 4 брали участь у попередньому бою). В ніч на 15 листопада 1942-го цей загін знову спробував обстріляти Гендерсон-Філд, щоб підвищити шанси на розвантаження 4 суднам, які залишились від транспортного конвою (вдень 14 листопада останній був розгромлений авіацією, 6 транспортів затонуло, 1 був пошкоджений та попрямував на Шортленд). Операцію зірвало американське з'єднання, головну силу якого становили два лінкори. Нагара разом з есмінцями випустили більш як три десятки торпед, маючи за мету вразити лінкор USS South Dakota, проте всі вони поминули головну ціль, хоча й потопили три есмінці. У підсумку японці зазнали поразки і втратили лінкор, а Нагара 18 листопада прибув на Трук.
20 листопада 1942-го Нагара став головним кораблем 4-ї ескадри ескадрених міноносців, попередній флагман якої легкий крейсер «Юра» був потоплений ще 25 жовтня (флагманом 10-ї ескадри став легкий крейсер «Агано»). 20—27 грудня Нагара здійснив перехід до Японії, де до 20 січня проходив ремонт у Майдзуру, під час якого з корабля зняли одну 140-мм гармату. 22—25 січня 1943-го крейсер здійснив перехід на Трук.
З 31 січня по 9 лютого 1943-го Нагара входив до складу сил, що патрулювали північніше від Соломонових островів у межах операції з евакуації японських військ з Гуадалканала (безпосередньо вивозом гарнізону острова займались два десятки есмінців). У наступні кілька місяців інтенсивність боїв у архіпелазі суттєво спала і крейсер кілька місяців ніс службу на Труці.
7 квітня 1943-го за п’ять з половиною сотень кілометрів від Труку американський підводний човен торпедував транспорт "Косєй-Мару", що прямував із Куре. "Нагара" вийшов на допомогу та узяв пошкоджене судно на буксир, проте 9 квітня «Косєй-Мару» все-таки пішло на дно в районі за чотири десятки кілометрів від місця атаки.
23—26 червня 1943-го Нагара пройшов з Труку до острова Науру, куди доставив бійців 2-го батальйону морської піхоти ВМБ Йокосука, а 28 червня повернувся на головну базу. З 8 по 13 липня Нагара разом з есмінцем ескортували авіаносець «Дзунйо», який здійснив рейс з Труку до атола Кваджелейн та назад, маючи за мету доставити літаки на Маршаллові острова. 14 липня Нагара і той самий есмінець узялись за ескортування «Дзунйо» у ще одному подібному рейсі, тільки тепер пунктом доставки літаків архіпелаг Бісмарка. 15 липня кораблі прибули у Кавієнг (друга за значенням японська база у архіпелазі, розташована на північному завершенні острова Нова Ірландія), при цьому Нагара наскочив на міну, виставлену минулої ночі австралійським літаючим човном «Каталіна» (за іншою версією, міну виставив більш як місяць тому підводний човен USS Silversides). Вибух дещо пошкодив кермо, проте корабель зберіг здатність діяти. 16—17 липня Нагара супроводив «Дзунйо» до Рабаула (головна передова база в архіпелазі на острові Нова Британія, з якої здійснювались операції на Соломонових островах та сході Нової Гвінеї), де авіаносець залишив другу частину літаків. Після цього 17—19 липня Нагара та два есмінці супроводили «Дзунйо» назад на Трук.
20 липня 1943-го 4-ту ескадру розформували, а Нагара став головним кораблем 2-ї ескадри ескадрених міноносців, попередній флагман якої легкий крейсер «Дзінцу» був потоплений за кілька діб до того в битві при Коломбангарі (центральна частина Соломонових островів). 21—26 липня крейсер здійснив перехід з Труку до Японії, а вже 31 липня — 5 серпня пройшов назад, охороняючи разом з 3 есмінцями ескортний авіаносець «Унйо» (кораблі цього класу вже багато місяців як курсували між Японією та Труком, здійснюючи перевезення літаків на віддалену базу).
9—14 серпня 1943-го Нагара знову прямував до Японії, після чого майже два місяці проходив ремонт у Майдзуру, під час якого, зокрема, отримав чотири спарені установки 25-мм зенітних автоматів. При цьому з 20 серпня 2-га ескадра мала нового флагмана — легкий крейсер «Носіро», тоді як Нагара вважався у прямому підпорядкуванні Восьмого флоту зі штабом у Рабаулі. 7 жовтня Нагара покинув Майдзуру, а 18—23 жовтня пройшов на Трук, після чого 24—29 жовтня Нагара здійснив рейс до Рабаула і назад. З 1 листопада його призначили флагманом Четвертого флоту зі штабом на Труці (у цій ролі він замінив навчальний крейсер «Касіма»).
12 листопада 1943-го Нагара вийшов з Труку для допомоги легкому крейсеру «Агано», який прямував з Рабаула та був поцілений торпедою з підводного човна. Пошкоджений корабель спершу узяв на буксир ще один легкий крейсер «Носіро», а з 14 листопада це також здійснювали Нагара та есмінець «Уракадзе». 16 числа «Агано» вдалось довести до Труку (можливо відзначити, що у лютому при спробі полишити Трук цей корабель буде торпедований і потоплений черговою субмариною).
20 листопада 1943-го американці розпочали операцію по оволодінню островами Гілберта. Хоча японці в підсумку так і не наважились протидіяти цій операції надводними силами, проте спершу вислали з Труку ряд кораблів у межах підготовки до можливих контрзаходів. Зокрема, 22 листопада вийшли 3 важкі крейсери під охороною Нагара та 5 есмінців. 26 листопада цей загін прибув на Маршаллові острови на атол Кваджелейн, а 3 грудня полишив його та попрямував назад. При цьому Нагара залишився на Кваджелейні, який вже 4 грудня став ціллю для рейду авіаносного з'єднання. Крейсер отримав певні пошкодження та кілька діб проходив аварійне відновлення за допомогою ремонтного судна «Ямасімо-Мару». 9—12 грудня Нагара прямував на Трук, де роботи продовжило ремонтне судно «Акасі». 15—25 січня 1944-го Нагара перейшов для повноцінного відновлення до Японії, причому привів з собою на буксирі есмінець «Наганамі», який був важко пошкоджений ще 11 листопада при авіаударі по Рабаулу (їх охорону на переході здійснював есмінець «Удзукі»).
26 січня 1944-го Нагара прибув до Майдзуру, де протягом трьох наступних місяців проходив ремонт, під час якого, зокрема, демонтували ще одну гармату головного калібру та встановили на її місця 127-мм зенітну гармату. Крім того, протиповітряну оборону підсилили двома установками строєних 25-мм зенітних автоматів, встановлених на місці катапульти для літака. Також два двотрубні торпедні апарати замінили на чотиритрубні.
З 15 травня 1944-го Нагара став головним кораблем 11-ї ескадри ескадрених міноносців, попередній флагман якої легкий крейсер «Тацута» був потоплений у березні.
З 29 червня по 2 липня 1944-го Нагара здійснив круговий транспортний рейс з Йокосуки до острова Тітідзіма, після чого у Йокосуці на ньому додатково встановили десять одинарних 25-мм зенітних автоматів.
14—21 липня 1944-го Нагара здійснив похід із Внутрішнього Японського моря до Окінави та назад, під час якого перевіз авіаційний персонал. Ще один рейс з такою ж метою крейсер виконав на початку серпня, при цьому вихідним та кінцевим пунктом був порт Каґошіма на південному завершенні Кюсю.
7 серпня 1944-го Нагара вирушив із Каґошіми до Сасебо (західне узбережжя Кюсю), маючи додаткову охорону із мисливця за підводними човнами та двох літаків. Втім, це не завадило американській субмарині USS Croaker випустити по крейсеру чотири торпеди, одна з яких влучила в ціль. Всього через 18 хвилин Нагара затонув, загинуло 348 членів екіпажу (ще 237 моряків вдалось урятувати).